# Héctor Yazalde
Héctor Casimiro Yazalde (29. maj 1946 - 18. maj 1997) var en argentinsk fodboldspiller (angriber) og -træner.
Gennem sin næsten 20 år lange karriere spillede Yazalde for adskillige klubber i både hjemlandet og Europa. I Argentinas liga spillede han blandt andet fem år for Independiente, som han vandt to mesterskaber med.
I Europa havde Yazalde et meget succesfuldt ophold hos portugisiske Sporting Lissabon, som han vandt mesterskabet med i 1974. Han scorede over 100 ligamål for klubben og blev topscorer i ligaen to gange. Han nåede også et ophold i Frankrig hos Olympique Marseille, som han vandt Coupe de France med i 1976.
Yazalde spillede desuden 10 kampe og scorede to mål for det argentinske landshold. Han var en del af landets trup til VM i 1974 i Vesttyskland, og scorede to mål i turneringen.
Efter at have indstillet sin aktive karriere var Yazalde kortvarigt også træner for sin sidste klub som aktiv, Buenos Aires-klubben Huracán.

## Titler
Primera División Argentina
- 1968 og 1970 med Independiente

Primeira Liga
- 1974 med Sporting Lissabon

Taça de Portugal
- 1973 og 1974 med Sporting Lissabon

Coupe de France
- 1976 med Olympique Marseille